# Xove
Xove è un comune spagnolo di 3 518 abitanti situato nella comunità autonoma della Galizia.